# Orlando (jméno)
Orlando je mužské osobní jméno italského původu, italská varianta jména Roland. V Česku neslo toto jméno k roku 2016 dvanáct lidí a jmeniny nemá v žádném českém kalendáři. Význam jména je „statečný“.

## Osobnosti
- Orlando Bloom (*1977) – britský herec
- Orlando Cachaíto López (*1933-2009) - kubánský kontrabasista
- Orlando Colón (*1982) – portorický wrestler
- Orlando Cruz (*1981) – portorický boxer
- Orlando Engelaar (*1979) - fotbalový záložník
- Orlando Figes (*1959) – britský historik
- Orlando Gibbons (*1583-1625) - renesanční skladatel a varhaník
- Orlando di Lasso (?1532–1594) – vlámský hudební skladatel
- Orlando Scott Goff (*1843-1916) - fotograf
- Orlando de la Torre (1943-2022) - peruánský fotbalista
- Orlando Zapata (1967–2010) – kubánský politický aktivista a vězeň